# Jeifangbei

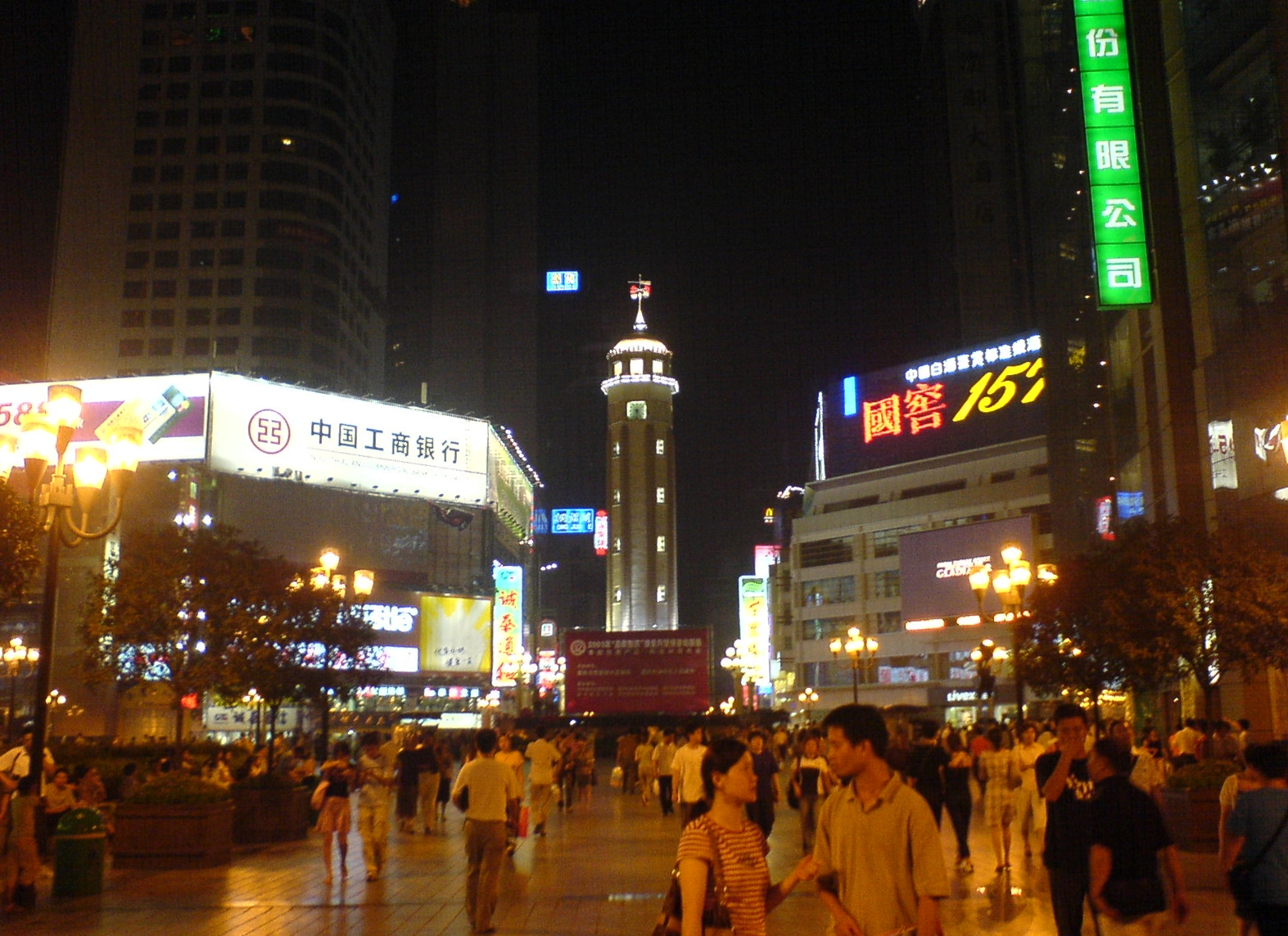
La plaza de Jiefangbei por la noche, con el Monumento a la Liberación del Pueblo.

El Distrito Financiero de Jeifangbei (en chino simplificado, 重庆解放碑店; pinyin, JeīFangBei; Wade-Giles, Jei-Fang-Bei), también conocido como Jiefangbei Shangye Buxingjie (重庆解放碑步行街), es una zona ultraurbanizada en Chongqing, China, centrada en una gran calle peatonal y un monumento. La zona que rodea el monumento constituye el principal distrito financiero de Yuzhong, en la ciudad de Chongqing, y es el más importante del interior de China. 
En Jeifangbei se sitúan miles de tiendas, bares y restaurantes, incluidos grandes almacenes internacionales, boutiques de diseño, puestos de comida callejeros, cines, bares, y discotecas; todos agrupados en las calles peatonales que rodean el monumento y la plaza de Jeifangbei. La plaza peatonal contiene varios megacentros comerciales con pantallas LED y carteles publicitarios iluminados, junto con los rascacielos más altos de la ciudad, los hoteles internacionales más conocidos y residencias de lujo. 

## Historia
La plaza de Jeifangbei fue completada en 1997. 

## Geografía
Jeifangbei consiste en una gran plaza peatonal que rodea el Monumento a la Liberación del Pueblo (victoria de la Segunda Guerra Mundial), que tiene 27,5 m de altura. Esta plaza de 25000 m² está rodeada por varios grandes almacenes de varias plantas, boutiques y restaurantes, y rascacielos de oficinas cuyos podios contienen espacio comercial adicional, a nivel de calle y bajo tierra. 
Jeifangbei está situado en el centro de Chongqing, inmediatamente arriba del Puerto de Chaotianmen, que está en la confluencia de los ríos Jialing y Yangtsé.

## Atracciones

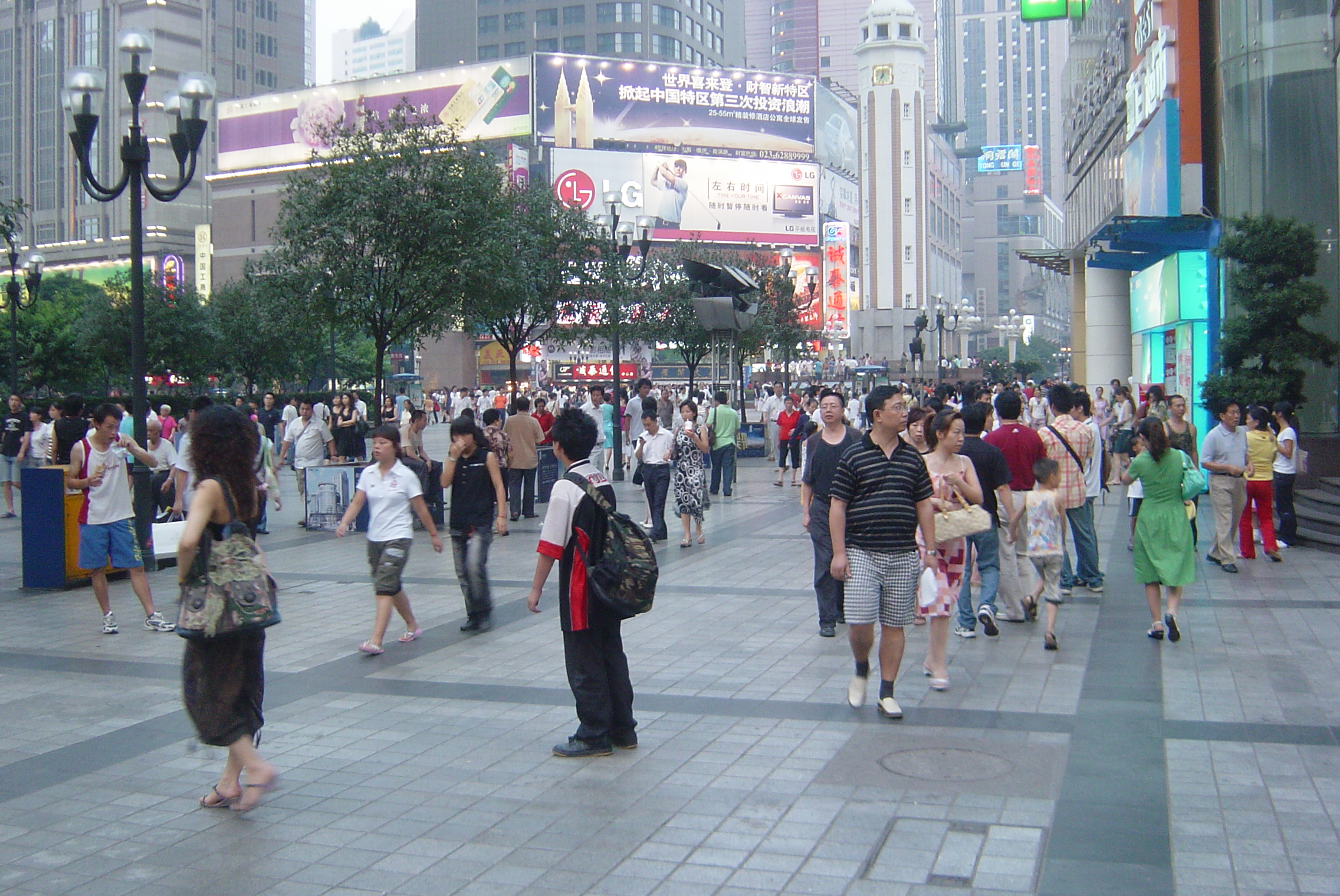
La calle de tiendas peatonal de Jiefangbei.

- Teleférico de Changjiang (Río Yangtsé)
- Chaotianmen Square
  - Espectáculo de luces nocturno del Chaotianmen Passenger Ferry
- Complejo Comercial HongYaDong (洪崖洞)
- Monumento y Reloj de Jeifangbei (Liberación del Pueblo, Segunda Guerra Mundial)
- Calle de tiendas de Jeifangbei
- People's Park

### Grandes almacenes
- Pacific Department Store (太平洋)
- Wangfujing Department Store (王府井百货)
- Carrefour (十字路口)
- Maison Mode Times (美美百货)
- Diwang Square (地王广场)
- Chongqing Times Square (时代广场)

### Rascacielos

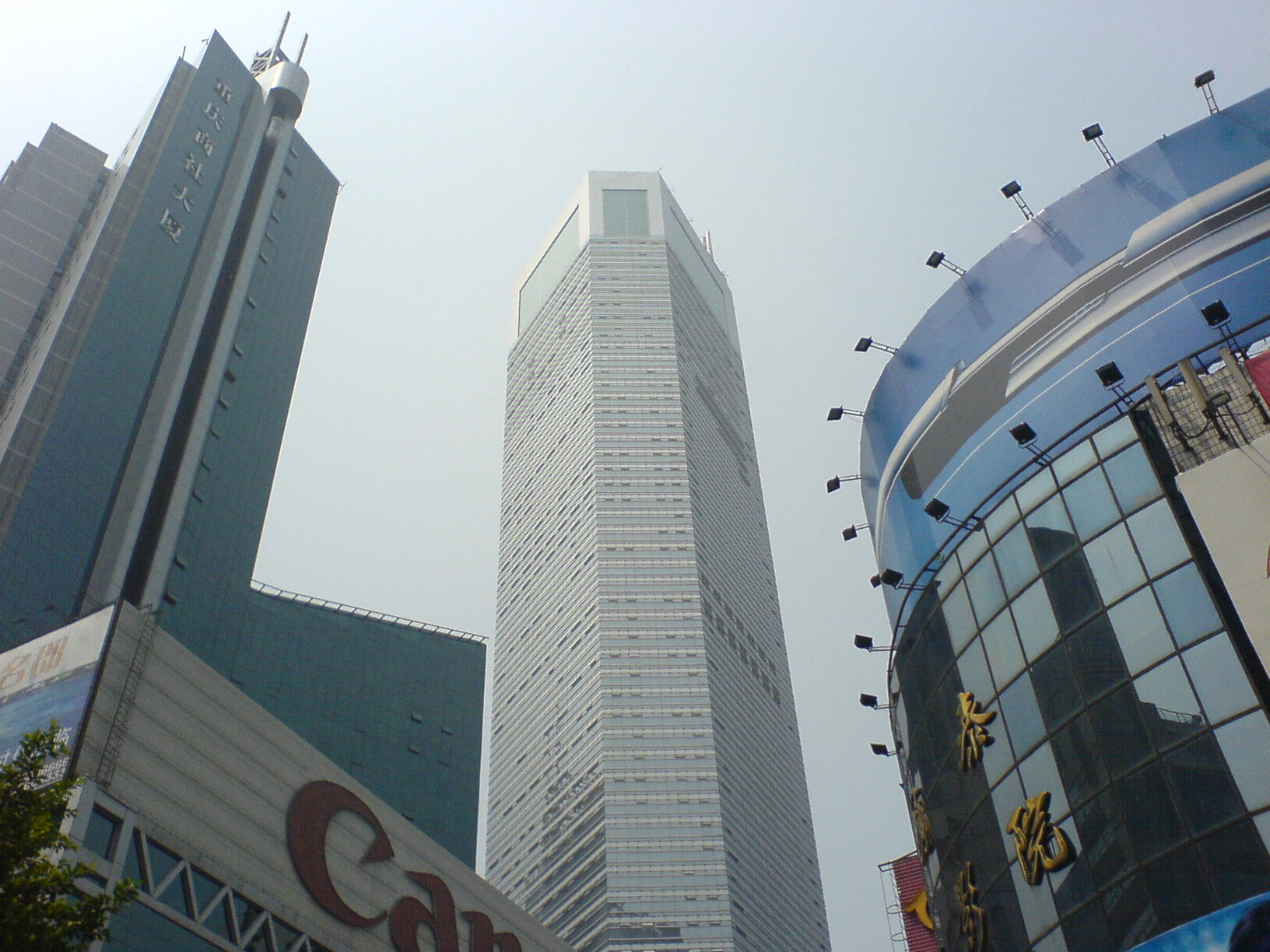
Chongqing World Trade Centre.

- Chongqing World Trade Center (WTCC)
- New York New York Tower
- International Finance Centre (IFC)
- Chongqing Poly Tower
- Xinhua International Building
- Chongqing World Financial Centre (WFCC)
- United International Mansion
- Metropolitan Tower
- Financial Street
- Yingli Tower

## Transporte público
Como es el distrito financiero de la ciudad, Jeifangbei está bien comunicado por el transporte público. El Metro de Chongqing (CRT) tiene dos líneas de metro que pasan por Jeifangbei, y una tercera en construcción. Hay muchas rutas de bus hacia otras partes de la ciudad. Hay Taxis y autobuses lanzadera disponibles por todo el distrito.

### Metro
- CRT: Línea 1
  - Estación de Jiaochangkou (较场口)
  - Estación de Xiaoshizi (小什字)
  - Estación de Chaotianmen (朝天门) (terminal) (en construcción)

- CRT: Línea 2
  - Estación de Linjiangmen (临江门)
  - Estación de Jiaochangkou (较场口) (terminal)

- CRT: Línea 6 (en construcción)
  - Estación de Xiaoshizi (小什字)